# Naváshino
Naváshino (del ruso: Навашино) es una ciudad del óblast de Nizhni Nóvgorod, en Rusia, centro administrativo del raión homónimo. Está situada sobre la orilla derecha del río Oká, a 158 km al sudoeste de Nizhni Nóvgorod. Su población era de 16.617 habitantes en 2009.

## Historia
Naváshino fue fundada en 1957 por la fusión de dos localidades vecinas, Mordovshchikovo (Мордовщиково) y Lipnia (Липня). Recibió el nombre de la estación de ferrocarril de Naváshino, de la línea Moscú-Kazán.

## Demografía
| 1959   | 1979   | 1989   | 1992   | 2002   | 2008   |
| ------ | ------ | ------ | ------ | ------ | ------ |
| 12 500 | 16 700 | 17 500 | 18 946 | 17 810 | 16 800 |

## Cultura y lugares de interés
La ciudad cuenta con un museo local.
En Dedovo, un pueblo del raión de Naváshino, se encuentra la Iglesia del Salvador (Спасская церковь, Spáskaya tserkov), que se remonta a 1670. En los lugares cercanos de Yefanovo, Monakovo y Spas-Sedchino, antiguas propiedades de familias nobles han sido convertidas en parques.
Existen así mismo en el raión yacimientos de excavación arqueológica, de la Edad del Bronce, concretamente de las culturas de Vólosovo y Pozdniakovo.

## Economía y transporte

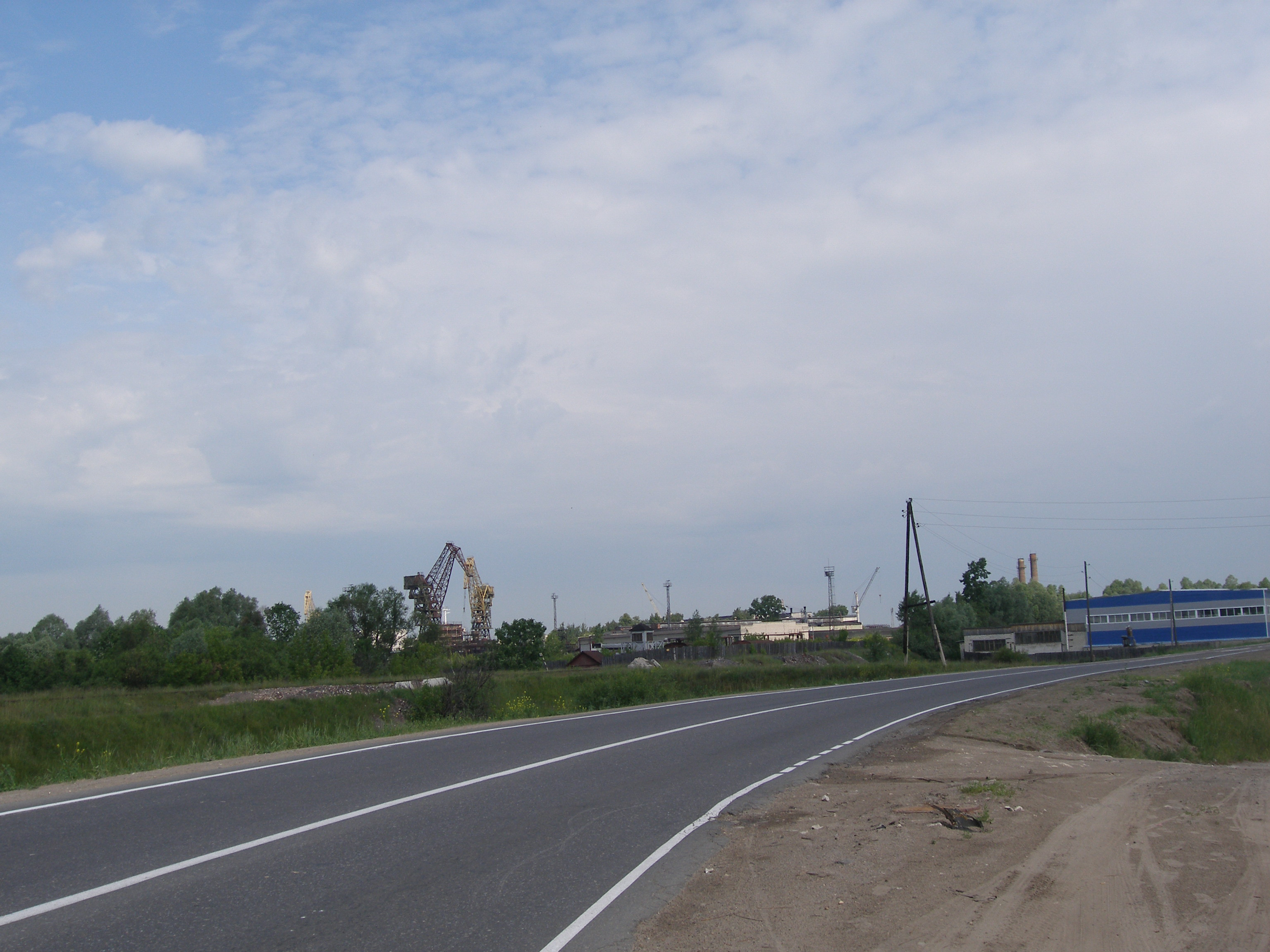
Carretera a las afueras de Naváshino.

Las principales empresas de la ciudad son
- OAO Okskaya Sudoverf (ОАО Окская судоверфь), astillero naval creado sobre el astillero Mordovshchikovskoi, fundado en 1907.[1]
- OOO Navashinski Mashinostroitelni Zavod (ООО Навашинский машиностроительный завод): construye pontones civiles y militares.[2]

Naváshino cuenta además con fábricas de productos alimentarios y de transformación de madera.
La agricultura de la región de Navashino produce cereales (centeno, trigo, cebada, avena, trigo sarraceno), legumbres (guisante, judías) y frutas. En cuanto a la ganadería, encontramos bovina, ovina y porcina.
La ciudad está en la línea de ferrocarril, abierta en este segmento en 1912, Moscú-Arzamás-Kazán, de la que surgen aquí dos ramales de mercancías hacia Vyksa y Kulebaki. Por Naváshino también pasa la carretera R72, Vladímir-Múrom-Arzamás.

## Personalidades
- Iván Gubkin (1871-1939), geólogo y académico, nació en el cercano pueblo de Pozdniakovo.